# Hiroatsu Takata

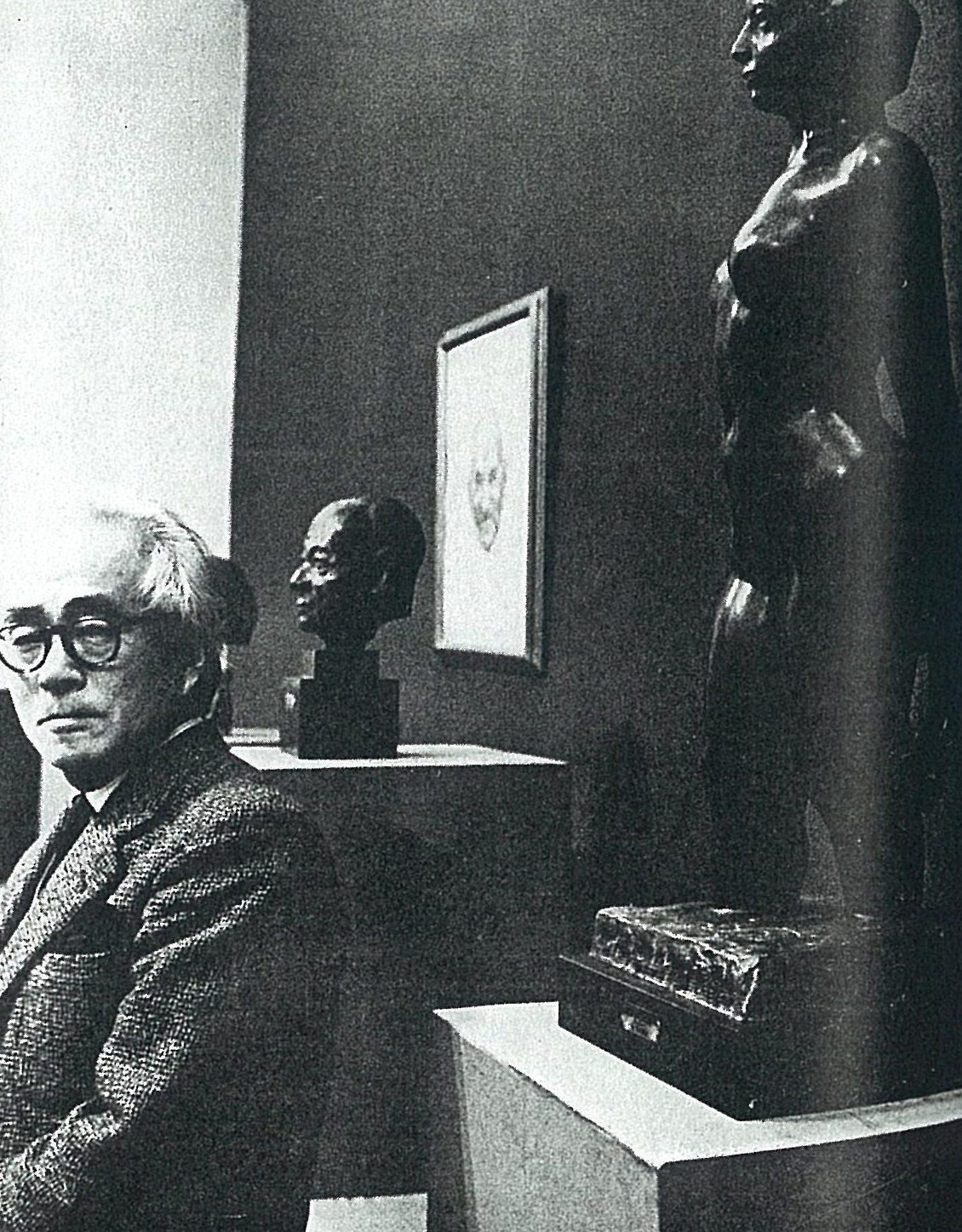
Hiroatsu Takata (1962)

Pour les articles homonymes, voir Takata (homonymie).
Hiroatsu Takata (高田博厚, Takata Hiroatsu), 19 août 1900 - 17 juin 1987, est un sculpteur et essayiste japonais qui a vécu pendant de nombreuses années à Paris. Il a un large cercle d'amis dans le monde littéraire, et sa fille a été mariée à Ryūichi Tamura.

## Biographie
Takata naît à Yatagō (ja), dans le district de Kashima dans la préfecture d'Ishikawa qui fait à présent partie de la ville de Nanao, où son père est avocat. La famille déménage à Fukui en 1903. Takata montre un intérêt pour les arts du collège et à l'âge de 18 ans s'installe à Tokyo où il rencontre Takamura Kōun, Kishida Ryūsei, Bunroku Shishi, Kihachi Ozaki, Motokichi Takahashi, Shigeo Iwanami et d'autres encore. En 1919 il s'inscrit à l'Université de Tokyo des études étrangères en vue d'apprendre l'italien mais la quitte en 1921. C'est à cette époque que son attention se tourne vers la sculpture.
En 1922, Takata achève une traduction de la biographie de Michel-Ange d'Ascanio Condivi et la fait publier par Iwanami Shoten. En 1925, il s'installe dans une commune communiste à l'extérieur de Tokyo, où il vit pendant trois ans de l'élevage de chèvres. Avec la suppression par le gouvernement des communistes et sympathisants communistes en 1928 sous le régime des lois de préservation de la paix, il est brièvement arrêté. C'est aussi à cette époque qu'il rencontre Mushanokoji Saneatsu, Tetsuzō Tanikawa, Chūya Nakahara, Hideo Kobayashi, Shōhei Ōoka, Shigeharu Nakano et Ryūzaburō Umehara.
En 1931, laissant sa femme et ses quatre enfants derrière lui, Takata déménage à Paris où il étudie les sculptures d'Auguste Rodin, Aristide Maillol et Antoine Bourdelle, échange une correspondance avec Romain Rolland et réalise même une esquisse du Mahatma Gandhi. Takata refuse de retourner au Japon comme prévu et reste à Paris les 27 années qui suivent. Son entourage comprend Paul Signac, Émile Chartier, Charles Vildrac, Georges Duhamel, Jules Romains, Georges Rouault et Jean Cocteau et se prend lui-même partiellement en charge par l'envoi de leurs œuvres au Japon.
En 1937, Takata lance un bulletin ronéotypé pour les expatriés japonais à Paris. Il fonde également l'« Association des artistes japonais de Paris ». Après l'invasion allemande de la France en 1940, il est embauché par le Mainichi Shimbun en tant que correspondant spécial.
En 1944, par ordre de l'ambassadeur du Japon à l'Allemagne, Hiroshi Ōshima, il est évacué à Berlin avec tous les autres résidents du Japon à Paris pour échapper à l'avancée des armées alliées. A la chute de Berlin, il est capturé par l'Union soviétique et détenu dans un camp de prisonniers de guerre pendant 18 mois avant d'être rapatrié au Japon à la fin de 1946.
De 1948 à 1957, Takata est le représentant officiel japonais au festival de Cannes. À partir de 1949, il est également correspondant pour le Yomiuri Shimbun.
À l'automne 1957, Takata retourne vivre à Tokyo où il sert comme président du PEN Club japonais, fait partie du conseil de l'« Association des artistes du Japon » et enseigne à l'Université des arts de Tokyo. Il prend sa retraite en 1966, s'installe à Inamuragasaki près de Kamakura en 1967, mais retourne visiter Paris de 1967 à 1970. Takata meurt en 1987.

## Source de la traduction
- (en) Cet article est partiellement ou en totalité issu de l’article de Wikipédia en anglais intitulé « Hiroatsu Takata » (voir la liste des auteurs).